# 2,3,4,5,6,7,8,9,10,11,12-Undécaméthyltridécane
Le 2,3,4,5,6,7,8,9,10,11,12-undécaméthyltridécane est un alcane supérieur ramifié de formule semi-développée (CH3)2CH-[CH(CH3)]9-CH(CH3)2. C'est un isomère du tétracosane.
Les atomes de carbone C3 à C11 sauf C7 sont asymétriques et cette molécule possède un plan de symétrie passant par C7. Donc elle se présente sous la forme de nombreuses paires d'énantiomères et de nombreux composés méso.